# گری کرازبی (بازیکن فوتبال)
گری کرازبی (انگلیسی: Gary Crosby؛ زادهٔ ۸ مهٔ ۱۹۶۴) بازیکن فوتبال اهل بریتانیا است.
از باشگاه‌هایی که در آن بازی کرده‌است می‌توان به باشگاه فوتبال ناتینگهام فارست، باشگاه فوتبال برتون آلبیون، باشگاه فوتبال لینکولن یونایتد، باشگاه فوتبال لینکولن سیتی، باشگاه فوتبال گریمزبی تاون، باشگاه فوتبال هادرزفیلد تاون، و باشگاه فوتبال گرنثم تاون اشاره کرد.